# Danzel
Danzel (născut Johan Waem, n. 9 noiembrie 1976, Beveren, Flandra, Belgia) este un cunoscut MC și DJ de origine belgiană.